# Том Танкредо
Томас Джеральд «Том» Танкредо (англ. Thomas Gerard «Tom» Tancredo; нар. 20 грудня 1945, Денвер, Колорадо) — американський політик-республіканець, з 1999 по 2009 рр. він був членом Палати представників США від свого рідного штату Колорадо. У 2008 р. він намагався стати кандидатом від Республіканської партії на президентських виборах.
Він вивчав політологію в Університеті Північного Колорадо. Член Законодавчих зборів штату Колорадо з 1976 по 1981 рр., призначений президентом Рейганом і знову призначений президентом Бушем регіональним представником Міністерства освіти США (1981–1992 рр.)
Танкредо має італійське походження (був католиком, згодом перейшов до пресвітеріанства). У 1977 р. він одружився з Джекі Танкредо, має двох синів і п'ять онуків.